# Початкові титри «Зоряних війн»

Три етапи вступу до фільму

Початкові титри — це візитівка кожного нумерованого фільму серії «Зоряні Війни». Вони починаються із статичного напису блакитними літерами — «Колись давно у далекій-далекій галактиці…» (англ. A long time ago in a galaxy far, far away…), за яким слідує логотип «Зоряних Війн» і знизу під нахилом виринає текст передісторії епізоду.
Виринаючі початкові титри не використовуються у фільмах «Бунтар Один» та «Соло», хоча обидва починаються з тексту «Колись давно у далекій-далекій галактиці….» та у Соло передісторія продовжується у тому ж стилі з блакитним шрифтом, а у Бунтар Один відсутня зовсім. Це пояснюється тим, що початкові титри стосуються виключно Саги про Скайвокерів.

## Текст титрів

### Зоряні війни Епізод І: Прихована загроза
| Смута поглинула Галактичну Республіку. Оподаткування торгових шляхів до віддалених зоряних систем стало причиною чвар. У прагненні домогтися свого жадібна Торгова Федерація за допомогою потужних бойових кораблів взяла в кільце блокади маленьку планету Набу, позбавивши її всіх поставок. У той час як члени Конгресу Республіки нескінченно ведуть дебати у зв'язку з тривожними подіями, Верховний канцлер таємно відправив двох лицарів джедаїв, хранителів миру і справедливості в Галактиці - врегулювати конфлікт…. | Turmoil has engulfed the Galactic Republic. The taxation of trade routes to outlying star systems is in dispute. Hoping to resolve the matter with a blockade of deadly battleships, the greedy Trade Federation has stopped all shipping to the small planet of Naboo. While the Congress of the Republic endlessly debates this alarming chain of events, the Supreme Chancellor has secretly dispatched two Jedi Knights, the guardians of peace and justice in the galaxy, to settle the conflict…. |

### Зоряні війни Епізод II: Атака клонів
| У Галактичному Сенаті неспокійно. Кілька тисяч зоряних систем оголосили про намір вийти зі складу Республіки. Рух сепаратистів, під керівництвом таємничого графа Дуку, ускладнив нечисленним джедаям збереження миру і порядку в галактиці. Сенатор Амідала, колишня королева Набу, повертається в Галактичний Сенат, щоб голосувати з принципового питання: створення АРМІЇ РЕСПУБЛІКИ для допомоги перевантаженим джедаям…. | There is unrest in the Galactic Senate. Several thousand solar systems have declared their intentions to leave the Republic. This separatist movement, under the leadership of the mysterious Count Dooku, has made it difficult for the limited number of Jedi Knights to maintain peace and order in the galaxy. Senator Amidala, the former Queen of Naboo, is returning to the Galactic Senate to vote on the critical issue of creating an ARMY OF THE REPUBLIC to assist the overwhelmed Jedi…. |

### Зоряні війни Епізод III: Помста ситхів
| Війна! Республіка руйнується під ударами нещадного повелителя ситхів графа Дуку. Є герої з обох боків. Зло скрізь. Зухвалою операцією генерал-дроїд Грівус увірвався в столицю Республіки і захопив канцлера Палпатіна, главу Галактичного Сенату. Поки армія дроїдів Конфедерації намагається відступити з обложеної столиці з безцінним заручником, два лицарі-джедаї роблять відчайдушну спробу звільнити канцлера з полону…. | War! The Republic is crumbling under attacks by the ruthless Sith Lord, Count Dooku. There are heroes on both sides. Evil is everywhere. In a stunning move, the fiendish droid leader, General Grievous, has swept into the Republic capital and kidnapped Chancellor Palpatine, leader of the Galactic Senate. As the Separatist Droid Army attempts to flee the besieged capital with their valuable hostage, two Jedi Knights lead a desperate mission to rescue the captive Chancellor…. |

### Зоряні війни Епізод IV: Нова надія
| Це період громадянської війни. Кораблі повстанців, завдавши удар з таємної бази, здобули першу перемогу над жорстокою Галактичною Імперією. Під час битви шпигуни повстанців змогли вкрасти секретні креслення суперзброї Імперії — ЗІРКИ СМЕРТІ, укріпленої космічної станції, яка має достатню вогневу міць, щоб знищити цілу планету. Переслідувана зловісними агентами Імперії, принцеса Лея летить додому на своєму кораблі, везучи з собою вкрадені креслення, які можуть врятувати її народ і повернути свободу галактиці…. | It is a period of civil war. Rebel spaceships, striking from a hidden base, have won their first victory against the evil Galactic Empire. During the battle, Rebel spies managed to steal secret plans to the Empire's ultimate weapon, the DEATH STAR, an armored space station with enough power to destroy an entire planet. Pursued by the Empire's sinister agents, Princess Leia races home aboard her starship, custodian of the stolen plans that can save her people and restore freedom to the galaxy…. |

### Зоряні війни Епізод V: Імперія завдає удару у відповідь
| Для повстанців настали скрутні часи. Хоча Зірка Смерті була знищена, Імперські війська витіснили повстанців з таємної бази і переслідують по всій галактиці. Уникаючи зустрічі з грізним Імперським зоряним флотом, загін борців за свободу, на чолі з Люком Скайвокером, облаштувала нову таємну базу на віддаленій крижаній планеті Хот. Темний лорд ситхів Дарт Вейдер, одержимий бажанням знайти молодого Скайвокера, розіслав тисячі розвідувальних зондів в найдальші куточки космосу…. | It is a dark time for the Rebellion. Although the Death Star has been destroyed, Imperial troops have driven the Rebel forces from their hidden base and pursued them across the galaxy. Evading the dreaded Imperial Starfleet, a group of freedom fighters led by Luke Skywalker has established a new secret base on the remote ice world of Hoth. The evil lord Darth Vader, obsessed with finding young Skywalker, has dispatched thousands of remote probes into the far reaches of space…. |

### Зоряні війни Епізод VI: Повернення джедая
| Люк Скайвокер повернувся на рідну планету Татуїн щоб урятувати друга Хана Соло з лап бридкого гангстера Джабби Хатта. Люк навіть не підозрює, що Галактична Імперія таємно почала будівництво нової укріпленої космічної станції, ще потужнішої за першу страшну Зірку Смерті. По завершенні, ця потужна зброя мала раз і назавжди покінчити з повстанцями які борються за відновлення свободи у галактиці…. | Luke Skywalker has returned to his home planet of Tatooine in an attempt to rescue his friend Han Solo from the clutches of the vile gangster Jabba the Hutt. Little does Luke know that the GALACTIC EMPIRE has secretly begun construction on a new armored space station even more powerful than the first dreaded Death Star. When completed, this ultimate weapon will spell certain doom for the small band of rebels struggling to restore freedom to the galaxy…. |

### Зоряні війни Епізод VII: Пробудження Сили
| Люк Скайвокер зник. За його відсутності зловісний ВЕРХОВНИЙ ПОРЯДОК повстав з попелу Імперії і не заспокоїться, поки Скайуокер, останній джедай, не буде знищений. Заручившись підтримкою РЕСПУБЛІКИ, генерал Лея Орґана очолила ОПІР. Вона відчайдушно намагається розшукати свого брата Люка і з його допомогою відновити мир і справедливість в галактиці. Лея відправляє свого найбільш сміливого пілота з таємною місією на ДЖАККУ, де старий союзник виявив ключ до місцезнаходження Люка…. | Luke Skywalker has vanished. In his absence, the sinister FIRST ORDER has risen from the ashes of the Empire and will not rest until Skywalker, the last Jedi, has been destroyed. With the support of the REPUBLIC, General Leia Organa leads a brave RESISTANCE. She is desperate to find her brother Luke and gain his help in restoring peace and justice to the galaxy. Leia has sent her most daring pilot on a secret mission to Jakku, where an old ally has discovered a clue to Luke's whereabouts…. |

### Зоряні війни Епізод VIII: Останні джедаї
| ВЕРХОВНИЙ ПОРЯДОК при владі. Після знищення мирної Республіки Верховний лідер Сноук скеровує свої безжальні легіони на захоплення галактики. Встановленню тиранії протистоїть лише жменька повстанців генерала Леї Орґани, переконаних, що майстер-джедай Люк Скайвокер повернеться і вдихне нове життя в їхню боротьбу. Однак РУХ ОПОРУ викрито. ВЕРХОВНИЙ ПОРЯДОК уже мчить до бази повстанців, а відважні герої готують відчайдушну втечу… | The FIRST ORDER reigns. Having decimated the peaceful Republic, Supreme Leader Snoke now deploys his merciless legions to seize military control of the galaxy. Only General Leia Organa's band of RESISTANCE fighters stand against the rising tyranny, certain that Jedi Master Luke Skywalker will return and restore a spark of hope to the fight. But the Resistance has been exposed. As the First Order speeds toward the Rebel base, the brave heroes mount a desperate escape…. |